# Volvocals
Les volvocals (Volvocales) són un ordre d'algues verdes de la classe Chlorophyceae que formen colònies planars o esfèriques. Varien de Gonium (4 a 32 cèl·lules) a Volvox (500 cèl·lules o més). Cada cèl·lula té dos flagels, i és similar en aparença a Chlamydomonas, amb els flagels de tota la colònia movent-se coordinadament.
Es reprodueix tant asexualment com sexualment. Les cèl·lules es divideixen i van formant noves colònies, que després s'alliberen. En les formes més petites típicament totes les cèl·lules estan involucrades, en les més grans hi ha cèl·lules anteriors vegetatives i posteriors reproductives. La reproducció sexual varia d'isogàmia (tots dos sexes produeixen gàmetes flagel·lats d'igual mida i estructura) a oogàmia (el sexe femení produeix un gàmeta molt més gran, immòbil).
La classificació de les volvocals varia. Molt freqüentment les hi inclou en els ordres Chlamydomonadales i Dunallielales, contenint estretament flagel·lats unicel·lulars vinculats, com a subordres.

## Llista de família
- Asteromonadaceae Péterfi
- Astrephomenaceae M.A. Pocock
- Carteriaceae Pascher
- Chlamydomonadaceae F. Stein
- Dangeardinellaceae Ettl
- Dunaliellaceae T. Christensen
- Gloeotilaceae Ettl & Gärtner
- Goniaceae Pascher
- Haematococcaceae G.M. Smith
- Phacotaceae Francé
- Raciborskiellaceae Korshikov
- Spondylomoraceae Korshikov
- Tetrabaenaceae H. Nozaki & M. Itoh
- Volvocaceae Ehrenberg